# Evan Barry
Evan Barry (San Diego, 10 maggio 1990) è un pallavolista statunitense.
Gioca nel ruolo di palleggiatore nell'Academy United.

## Carriera
La carriera di Evan Barry inizia a livello scolastico con la Torrey Pines High School. Terminate le scuole superiori entra a far parte della Stanford University, con la quale gioca nella NCAA Division I dal 2009 al 2012, vincendo il titolo del 2010.
Inizia la carriera professionistica nella stagione 2012-13, andando a giocare con l'Örkelljunga nel campionato svedese. Nella stagione successiva gioca nella 1. Bundesliga tedesca col Dürener.
Dopo circa tre anni di inattività, torna in campo per disputare la prima edizione della NVA con l'Academy United.

## Palmarès

### Club
- NCAA Division I: 1

2010

### Premi individuali
- 2012 - All-America Second Team